# Pi Serpentis
Pi Serpentis (π Ser / 44 Serpentis) és un estel a la constel·lació del Serpent, situat en el cap de la serp, Serpens Caput. S'hi troba, d'acord amb la nova reducció de les dades de paral·laxi d'Hipparcos, a 179 anys llum del sistema solar.
π Serpentis és un estel de la seqüència principal de tipus espectral A3V amb una temperatura efectiva de 8.830 K i una lluminositat 38 vegades superior a la lluminositat solar. Amb un diàmetre entre 2,0 i 2,3 vegades més gran que el diàmetre solar, gira sobre si mateixa amb una velocitat de rotació projectada de 128 km/s, unes 64 vegades major que la del Sol. Té una massa 2,1 vegades major que la massa solar i una edat estimada de 300 milions d'anys.
Igual que en altres estels semblants com β Pictoris, Denebola (β Leonis) o δ Cassiopeiae, π Serpentis està envoltada per un disc circumestel·lar de pols, detectat per l'observatori espacial IRAS. La temperatura de la pols és de 45 K, i el radi del disc —considerant que els grans de pols es comporten com un Cos negre— és de 211 ua.
π Serpentis presenta una metal·licitat considerablement més alta que la solar ([Fe/H] = +0,38). De 18 elements avaluats, només el zirconi és menys abundant que en el Sol ([Zr/H] = -0,70), i són la resta sobreabundants en relació als nivells solars. Entre tots ells destaquen l'itri i el sodi, els continguts dels quals són, respectivament, 11 i 28 vegades més elevats que els solars.